# Platon (Metropolit)

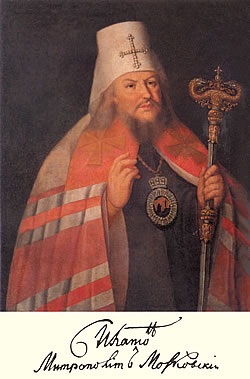
Porträt des Metropoliten Platon mit Signatur (um 1790)

Metropolit Platon, auch Platon II. bzw. Plato II. (russisch Митрополи́т Плато́н, Geburtsname: Pjotr Georgjewitsch Lewschin, russisch Пётр Георгиевич Ле́вшин; * 29. Junijul. / 10. Juli 1737greg. in Tschaschnikowo, Gouvernement Moskau, Russisches Kaiserreich; † 11. Novemberjul. / 23. November 1812greg. in Sergijew Possad) war ein russisch-orthodoxer Geistlicher. Unter anderem war er Bischof von Twer, Metropolit von Moskau und Mitglied des Heiligen Synods.

## Leben und Wirken

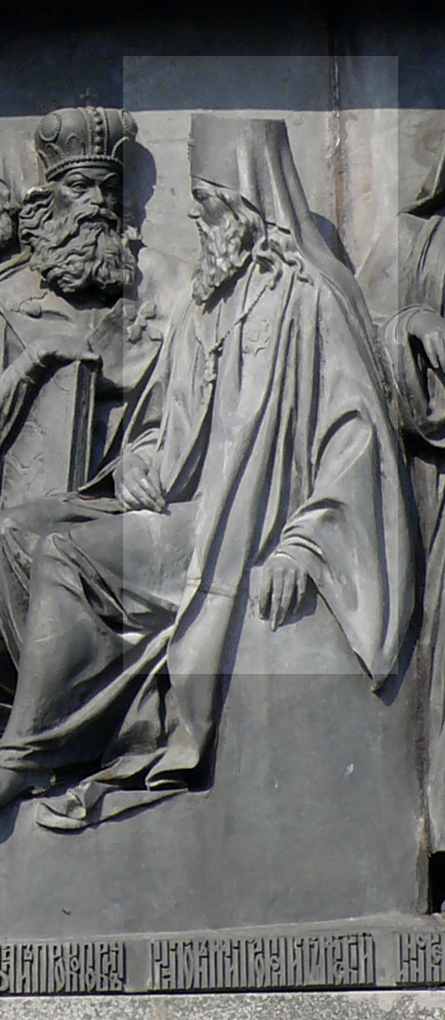
Platon auf dem Nationaldenkmal Tausend Jahre Russland in Weliki Nowgorod

Platon, geboren in einem Dorf in der Nähe Moskaus, war der Sohn eines Psalmodisten (Kirchensängers) und erhielt seine Ausbildung im Geistlichen Seminar von Kolomna und anschließend an der Slawisch-Griechisch-Lateinischen Akademie in Moskau. Hier wurde er 1757 Lehrer für Griechisch und Rhetorik. Er zeichnete sich als Kanzelredner aus und erhielt nach einem Jahr eine Stelle als Rhetoriklehrer am Dreifaltigkeitskloster von Sergijew Possad, wo er Mönch wurde, den Mönchsnamen Platon erhielt und 1761 zum Rektor des Klosters ernannt wurde. Von einer seiner Predigten im Oktober 1762 war Kaiserin Katharina II. so beeindruckt, dass sie ihn an den Hof berief und zum Religionslehrer ihres achtjährigen Sohnes Pawel Petrowitsch ernannte. Hier kam er in engen Kontakt mit den Enzyklopädisten als Vertretern der Aufklärung, ohne sich jedoch in seinen Glaubensgrundsätzen beirren zu lassen. Er gewann sogar die Bewunderung von Voltaire und unterstützte auch die geistigen Bestrebungen der Freimaurer. In dieser Zeit publizierte er für seinen königlichen Schüler eine Schrift: Orthodoxe Doktrin: oder eine kurze Zusammenstellung der christlichen Theologie, die 1765 in Moskau erschien und von Robert Pinkerton (1780–1859) in einer englischen Übersetzung 1814 unter dem Titel The Present State of the Greek Church in Russia: or, A Summary of Christian Divinity veröffentlicht wurde. Während in diesem Katechismus Einflüsse des westeuropäischen Rationalismus erkennbar sind, werden gleichzeitig römisch-katholische Doktrinen wie auch die lutherische Ubiquitätslehre und die reformierte Prädestinationslehre angegriffen. 1766 plädierte Platon in einer weiteren Schrift für eine nachsichtige Behandlung der Altgläubigen. Er gestattete ihnen den Bau eigener Kapellen in Moskau, vor allem aber die Errichtung des Preobraschenskoje-Friedhofs.
1768 wurde Platon Mitglied des Heiligen Synods. 1770 wurde er zum Bischof von Twer geweiht, blieb jedoch weiterhin in St. Petersburg und wurde schließlich Religionslehrer der neuen Großfürstin Sophie Dorothee von Württemberg, nachdem Prinzessin Wilhelmina Luisa von Hessen-Darmstadt jung verstorben war. 1775 wurde er zum Erzbischof von Moskau ernannt und bemühte sich für den Rest seines Lebens um die religiöse, intellektuelle und materielle Wohlfahrt seiner Erzdiözese, wobei er gleichzeitig eine unablässige literarische Tätigkeit entfaltete. Im Jahr 1787 stimmte Platon zögerlich zu, Metropolit von Moskau zu werden. Er besuchte die Stadt jedoch nur selten und verbrachte jeweils den Winter im Troize-Kloster und den Sommer im Pererva-Kloster in der Nähe von Moskau. Er amtierte sowohl bei der Krönung von Paul I. als auch Alexander I. Im Juni 1811 wurde er aus Krankheitsgründen von seinen bischöflichen Aufgaben entbunden. Während Napoleons Russlandfeldzug 1812 wurde er unmittelbar nach dem Brand von Moskau aus der Stadt evakuiert und verstarb im November 1812 in einer Skite des Troize-Klosters in Sergijew Possad.

## Nachwirkung
Kurz vor seinem Tod traf Platon Vorbereitungsmaßnahmen zur Errichtung der Russischen Bibelgesellschaft, die in seinem Todesjahr gegründet werden konnte. Seine gesammelten Werke wurden 1779–1807 in Moskau in 20 Bänden veröffentlicht, wobei die etwa 500 Predigten Platons den Großteil dieser Sammlung ausmachen.
Dostojewskis Roman Die Brüder Karamasow enthält eine Episode über ein angebliches Treffen Platons mit Diderot:

„Kennen Sie, heiligster Vater, die Geschichte, wie Diderot zur Zeit der Zarin Katharina zum Metropoliten Platon kam? Er kam herein und sagte geradezu: Es gibt keinen Gott! Worauf der große Kirchenfürst den Finger erhob und antwortete: Nur ein Tor spricht, in seinem Herzen sei kein Gott!“

## Werke (Auswahl)
- Rechtgläubige Lehre, oder kurzer Auszug der christlichen Theologie: zum Gebrauche Seiner Kaiserlichen Hoheit des Durchl. Thronfolgers des rußischen Reiches, rechtgläubigen Großen Herrn Zesarewitsch und Großfürsten Paul Petrowitsch. Riga: Hartknoch 1770
- Kurzer Katechismus für die Erziehung junger Kinder im christlichen Gesetz. Online (russisch, Ausgabe 1775)
- Berichte über eine Reise nach Rostow, Jaroslawl, Kostroma, Wladimir. Online Russisch-Orthodoxe Bibliothek, (russisch)
- Reise Seiner Eminenz Platon, Metropolit von Moskau und Ritter verschiedener Orden, nach Kiew und anderen russischen Städten im Jahr 1804. Eigenhändig geschrieben und mit Anmerkungen versehen. Online (russisch)